# Phradonoma namibicum
Phradonoma namibicum – gatunek chrząszcza z rodziny skórnikowatych i podrodziny Megatominae.
Gatunek ten opisany został po raz pierwszy w 2005 roku przez Jiříego Hávę na łamach „Veröffentlichungen Naturkundemuseum Erfut”. Jako lokalizację typową wskazano Namib-Naukluft Park w Namibii.
Chrząszcz o owalnym w zarysie ciele długości od 2,4 do 3,2 mm i szerokości od 1,6 do 2 mm. Głowa jest czarna, grubo punktowana, porośnięta półwzniesionymi szczecinkami brązowego koloru. Czułki buduje 11 członów, z których trzy ostatnie tworzą buławkę. Głaszczki szczękowe są brązowe. Błyszcząco czarne, drobno punktowane przedplecze porastają brązowe szczecinki na dysku i żółte po bokach. Porośnięta brązowymi szczecinkami tarczka ma trójkątny kształt. Pokrywy są błyszcząco czarne z wmieszanymi w brązowe oszczecinienie łatkami szczecinek białych oraz z pomarańczowym wierzchołkiem porośniętym brązowymi szczecinkami. Powierzchnia pokryw jest na przedzie gęsto dołeczkowana, dalej zaś drobno punktowana. Na przedpiersiu i zapiersiu wyrastają krótkie szczecinki żółte. Odnóża są brązowe z czarnymi kolcami na przednich goleniach. Sternity odwłoka są drobno punktowane i zaopatrzone w długie żółte szczecinki.
Owad afrotropikalny, znany tylko z Namibii.